# Pierre van der Westhuyzen
Pierre van der Westhuyzen (Cidade do Cabo, 18 de agosto de 2003) é um canoísta australiano.

## Carreira
Van der Westhuyzen nasceu em Bellville, África do Sul, e cresceu na Cidade do Cabo. Ele e seu irmão, Jean, começaram a praticar canoagem enquanto frequentavam a Michaelhouse em KwaZulu-Natal.
Ele competiu no Campeonato Mundial de Canoagem Velocidade da ICF de 2023 no evento K-4 500 metros e terminou em quarto lugar com um tempo de 1:19.905.
Nos Jogos Olímpicos de Verão de 2024, em Paris, conquistou a medalha de prata na competição do K-4 500 m masculino, ao lado de Riley Fitzsimmons, Jackson Collins e Noah Havard, com o tempo de 1:19.84.